# لين جونستون
لين جونستون (بالإنجليزية: Lynn Johnston)‏ هي فنانة ورسامة كارتون كندية، ولدت في 28 مايو 1947 في كولينجوود في كندا.

## وصلات خارجية
- لين جونستون على موقع الموسوعة البريطانية (الإنجليزية)
- لين جونستون على موقع إن إن دي بي (الإنجليزية)